# Chap Darreh
Chap Darreh (persiska: چپ درّه, چاه دَرِّه) är en ort i Iran.   Den ligger i provinsen Zanjan, i den nordvästra delen av landet, 250 km väster om huvudstaden Teheran. Chap Darreh ligger 2 002 meter över havet och antalet invånare är 179.
Terrängen runt Chap Darreh är huvudsakligen kuperad, men åt nordost är den platt. Runt Chap Darreh är det ganska tätbefolkat, med 78 invånare per kvadratkilometer. Närmaste större samhälle är Solţānīyeh, 10,5 km nordost om Chap Darreh. Trakten runt Chap Darreh består i huvudsak av gräsmarker.